# Abborrtjärnen (Alingsås socken, Västergötland)
Abborrtjärnen är en sjö i Alingsås kommun i Västergötland och ingår i Göta älvs huvudavrinningsområde. Sjön är 10,5 meter djup, har en yta på 0,004 kvadratkilometer och är belägen 173 meter över havet.